# Jouda Najah
Pour les articles homonymes, voir Najah.
Jouda Najah (arabe : جودة ناجح) est une actrice tunisienne connue pour son rôle de Jamila Néji dans la série télévisée Maktoub.
Elle fait partie de la troupe féminine de musique arabe Founoun Lella Baya.

## Filmographie

### Cinéma
- 2004 : Casting pour un mariage[2] (court métrage) de Farès Naânaâ
- 2006 :
  - Fleur d'oubli de Salma Baccar
  -  Bin El Widyene de Khaled Barsaoui[3]
- 2013 : Les Épines du jasmin de Rachid Ferchiou
- 2017 : El Jaida de Salma Baccar

### Télévision
- 1996-1997 : El Khottab Al Bab (invitée d'honneur des épisodes 1, 6, 10, 13, 14 et 15 de la saison 1 et l'une des actrices principales de la saison 2) de Slaheddine Essid, Ali Louati et Moncef Baldi : Beya
- 2000 : Mnamet Aroussia de Slaheddine Essid : Béhija Azzouz
- 2002 : Divorce caprice (Talak Incha) de Moncef Dhouib
- 2003 :
  - Chams wa Dhilal de Ezzedine Harbaoui
  - Ikhwa wa Zaman de Hamadi Arafa
- 2004 : Hssabet w Aqabet de Habib Mselmani
- 2008 : Choufli Hal (invitée d'honneur de l'épisode 12 de la saison 4) de Slaheddine Essid
- 2008-2014 : Maktoub de Sami Fehri : Jamila Néji
- 2013 : Zawja El Khamsa de Habib Mselmani et Jamel Eddine Khelif (invitée d'honneur de l'épisode 9) : Faïza
- 2013-2014 : Happy Ness de Majdi Smiri : Dalila
- 2017 : Nsibti Laaziza (invitée d'honneur de l'épisode 2 de la saison 7) de Slaheddine Essid et Younes Ferhi : Mme Mouna Belgaïd épouse Boumiza

### Vidéos
- 2018 : spot publicitaire pour la marque d'huile tunisienne Jadida